# Teresa Halik
Teresa Halik [tɛrɛsa halʲik] (* 23. September 1949 in Biała Podlaska; † 4. Januar 2015 in Warschau) war eine polnische Philologin mit Spezialisierung in Sinologie und Vietnamistik.

## Leben
Halik studierte ab 1968 am Institut für Orientwissenschaften an der Warschauer Universität und schloss 1973 mit einem Master ab. Anschließend war sie ab 1973 als Dozentin am selben Institut tätig. Von 1977 bis 1980 studierte sie das Fach Geschichte Vietnams in Hanoi und erwarb dort einen weiteren Masterabschluss. Im Jahr 1983 hielt sie sich für einen dreimonatigen Forschungsaufenthalt am Birkbeck College in London auf. 1984 wurde sie an der Warschauer Universität mit einer Arbeit über chinesische Kulturmuster in den Traditionen Vietnams promoviert.
Zusätzlich zu ihrer Tätigkeit an der Warschauer Universität arbeitete Halik ab 1996 als Dozentin an der Fakultät für Außereuropäische Länder an der Polnischen Akademie der Wissenschaften. Ab 2004 lehrte sie Vietnamesisch an der Fakultät für Vietnamesisch-Thailändische Philologie der Adam-Mickiewicz-Universität in Posen. Daneben war sie unter anderem als Übersetzerin für die polnische Regierung, Behörden und Nichtregierungsorganisationen tätig.
Halik forschte über die vietnamesische Diaspora in Polen und verfasste zahlreiche Abhandlungen über Kultur und Mentalität der Vietnamesen und deren Integration in die polnische Gesellschaft. Weitere Forschungsschwerpunkte waren die Geschichte und politische Transformationen Vietnams. Darüber hinaus verfasste sie zusammen mit Hoang Thu Oanh das erste in Polen herausgegebene Lehrbuch der vietnamesischen Sprache.
Sie war mit dem Medizinsoziologen Janusz Halik verheiratet und wohnte in Pruszków in der Nähe von Warschau.
Teresa Halik starb im Januar 2015 im Alter von 65 Jahren.

## Bibliografie
Die Titel und die weiteren Angaben sind aus dem Polnischen ins Deutsche übersetzt.
- Vietnamesen in Polen. Integration oder Isolation, Verlag: Orientalistikinstitut, Fakultät für Neuphilologie, Warschauer Universität, Warschau 2002 (mit Ewa Nowicka)
- Migrantengemeinschaft der Vietnamesen in Polen im Angesicht des Staatspolitik und der gesellschaftlichen Bewertung, Adam-Mickiewicz-Universität in Posen, Posen 2006
- Das vietnamesische Kind in der polnischen Schule. Kulturelle Veränderung und Strategien zur Übermittlung der heimatlichen Kultur in der Gemeinschaft der Vietnamesen in Polen, Prolog, Warschau 2006 (mit Ewa Nowcika und Wojciech Połeć)
- Nichtkonfuzianische Tradition: ihre Rolle in der Entwicklung der Gesellschaft und des Staates in Vietnam, Nowy Dziennik, Fakultät für Neuphilologie an der Warschauer Universität, Warschau 1999
- Die vietnamesische Sprache, Bände 1 und 2, Verlag Dialog, Warschau 1994–1995 (mit Hoang Thu Oanh)